# Halsey Street (linea BMT Canarsie)
Halsey Street è una fermata della metropolitana di New York situata sulla linea BMT Canarsie. Nel 2019 è stata utilizzata da 2 176 141 passeggeri. È servita dalla linea L, attiva 24 ore su 24.

## Storia
La stazione fu aperta il 14 luglio 1928.

## Strutture e impianti
La stazione è sotterranea, ha due banchine laterali e due binari. È posta al di sotto di Wyckoff Avenue e non ha un mezzanino, ognuna delle due banchine ospita infatti due gruppi di tornelli e le scale per il piano stradale; la banchina in direzione Manhattan ha tre scale che portano agli incroci con George Street e Norman Street, quella in direzione Canarsie ha tre scale che portano agli incroci con Halsey Street e Covert Street.

## Interscambi
La stazione è servita da alcune autolinee gestite da NYCT Bus.
- Fermata autobus